# 살롱가 국립공원

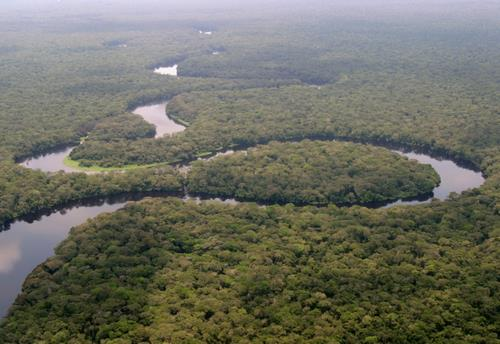

살롱가 국립공원(Salonga National Park)은 콩고강 유역에 위치한 콩고 민주 공화국의 국립공원이다. 아프리카 최대의 열대 우림 보호 구역으로, 면적은 약 36,000 제곱킬로미터에 이른다. 1984년, 이 국립공원은 상대적으로 아무도 건드리지 않은 우림, 그리고 수많은 희귀종의 중요한 서식지를 보호하기 위해 유네스코 세계유산에 등재되었다. 1999년, 이 지역은 집 건설 등으로 인해 위험에 처한 세계유산으로 등재되었다. 보존 상태의 개선에 따라 이 지역은 2021년 위험 목록에서 제거되었다.

## 생태
콩고 분지의 중심부에 위치한 살롱가 국립공원은 아프리카에서 최대이자 세계에서 2번째로 큰 우림을 보호한다.
수많은 포유류가 상대적으로 높은 밀도로 관찰되는데, 여기에는 봉고, 검은볏망가베이, 표범, 보노보 등이 있다. 그 밖의 포유류로는 드리아스원숭이, 톨롱붉은콜로부스, 긴꼬리천산갑, 큰천산갑, 나무타기천산갑, 앙골라날씬몽구스, 수생제넷, 하마, 아프리카황금고양이, 강멧돼지, 노란등다이커, 늪영양, 오카피, 임바발라, 물작은사슴, 아프리카물소 등이 있다.
황로와 먹황새 등 수많은 종의 새들이 이 공원에 위치한다. 콩고 유역과 콩고민주공화국의 국조인 콩고공작이 이 공원에 있다.